# Emanuel Ungaro
Emanuel Ungaro (ur. 13 lutego 1933 w Aix-en-Provence, we Francji, zm. 21 grudnia 2019 w Paryżu) – francuski projektant mody, założyciel domu mody oraz firmy kosmetycznej Ungaro.

## Życiorys
Urodził się w 1933 w Aix-en-Provence we Francji. Jego rodzina wyjechała z Włoch uciekając przed powstaniem faszystów w latach 30.. Ojciec Emanuela — Cosimo Ungaro — był krawcem i od niego pobierał też pierwsze lekcje w zawodzie.
W wieku 23 lat wyjechał do Paryża, aby poszerzyć swoją wiedzę na temat projektowania ubrań. Mając 25 lat rozpoczął pracę projektanta dla Cristóbala Balenciagi.
W roku 1968 zaprojektował swoją pierwszą kolekcję prêt-à-porter, po czym wkrótce otworzył butik w Paryżu. Podczas pokazu debiutanckiej kolekcji Ungaro nie zdecydował się na projekty sukien wieczorowych podkreślając, że jako młody projektant chce ubierać kobiety zbliżone do niego wiekiem w to, czego pragną.
Od 1983 roku Ungaro tworzył także perfumy.
W latach 90. nastąpił kryzys marki Ungaro. 1996 roku projektant sprzedał część udziałów włoskiej marce Ferragamo. W 2005 roku marka Emanuel Ungaro została sprzedana Asimowi Abdullahowi – dyrektorowi Global Asset Capital Investment Bank.
Emanuel Ungaro zmarł 21 grudnia 2019 roku.